# Robert Tait McKenzie
Robert Tait McKenzie (uneori scris Mackenzie) (n. 26 mai 1867, Mississippi Mills, Lanark County, Ontario, Canada – d. 28 aprilie 1938) a fost un sculptor, creator de medalii canadian, medic, militar, atlet și promotor al cercetășiei.

## Biografie
Născut în Mississippi Mills, Lanark County, Ontario, Canada, el a locuit în mai multe orașe, printre care Montreal și Philadelphia, înainte de a se stabili, în final, cu reședința la Mill of Kintail în Almonte, Lanark County, Ontario, Canada.
În anii 1930, Robert Tait McKenzie a desenat Medalia Fields, care este echivalentă, în domeniul matematicii, a Premiului Nobel.

## Galerie de imagini

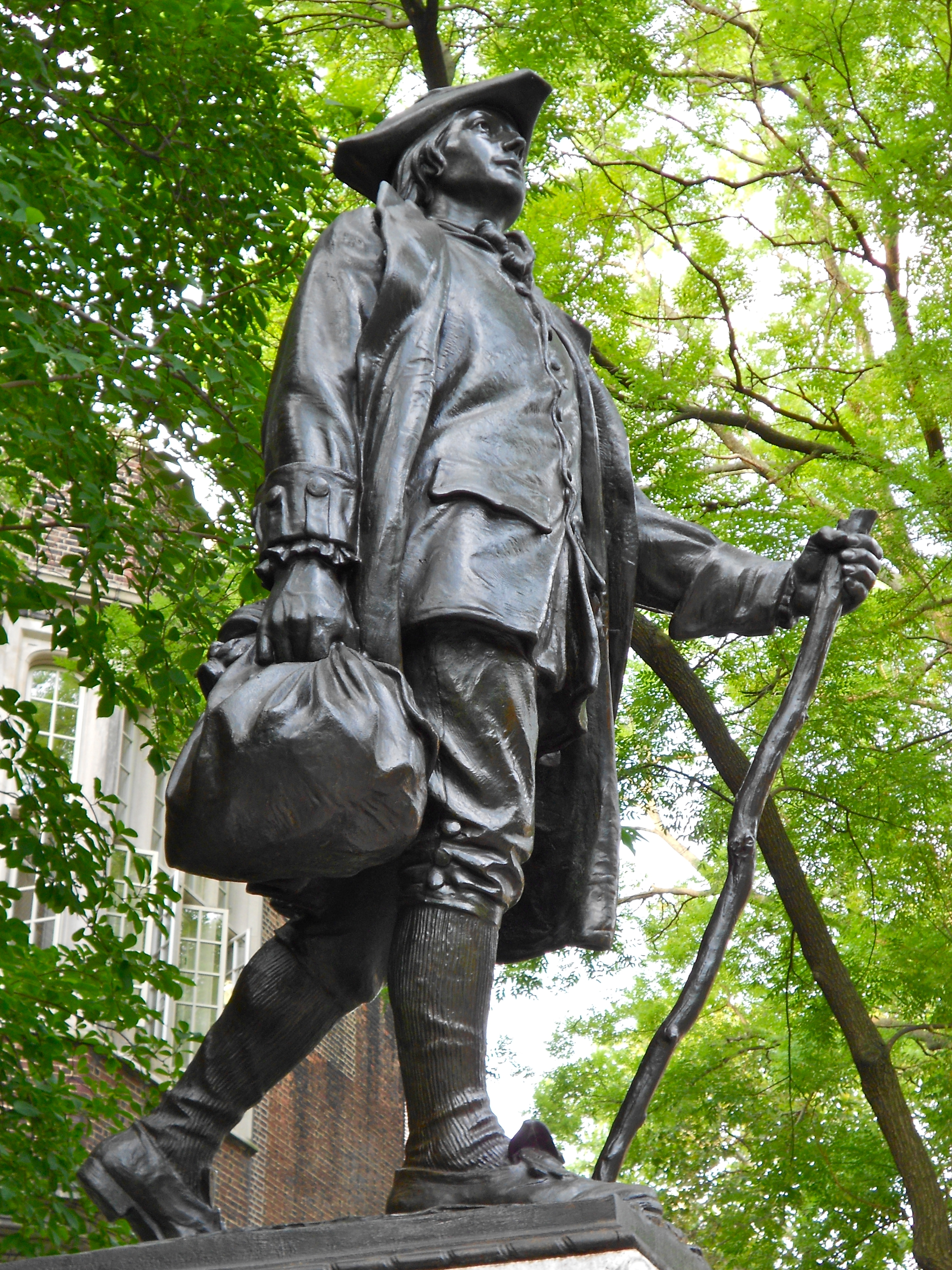
Benjamin Franklin în 1723 (1910–14), Universitatea din Pennsylvania.
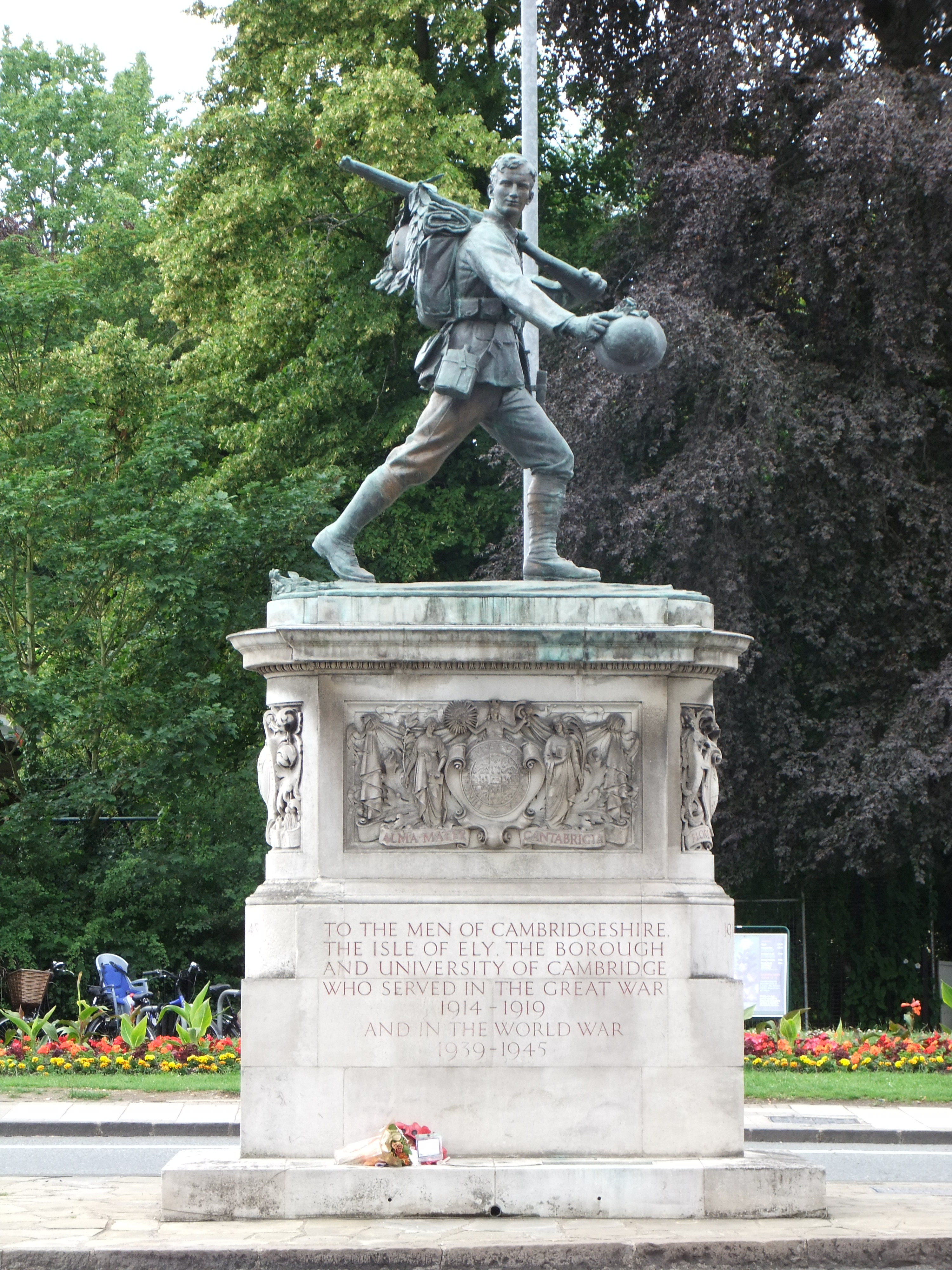
The Homecoming (1922), Cambridge, Anglia.
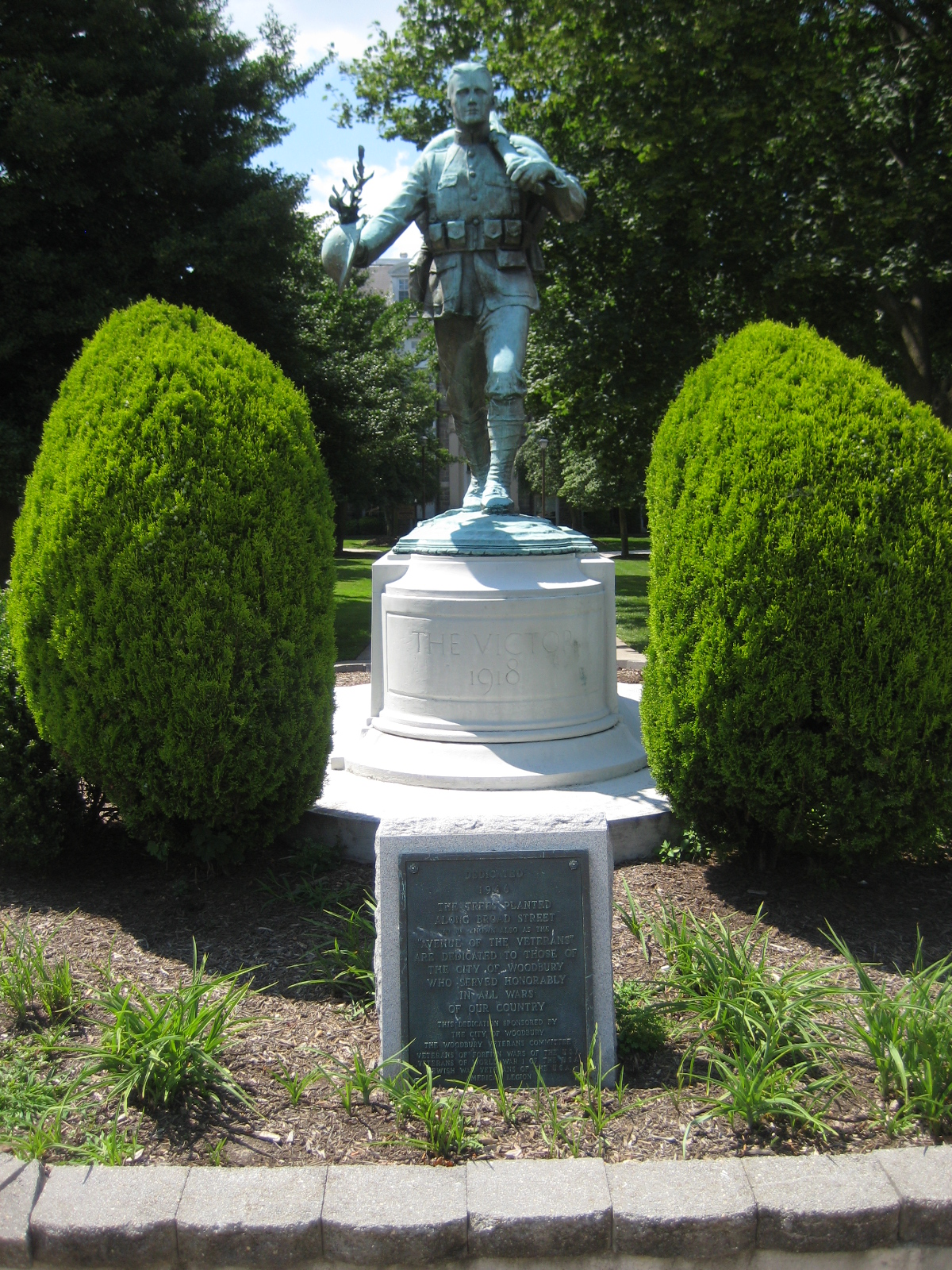
The Victor (1925), Woodbury, New Jersey.
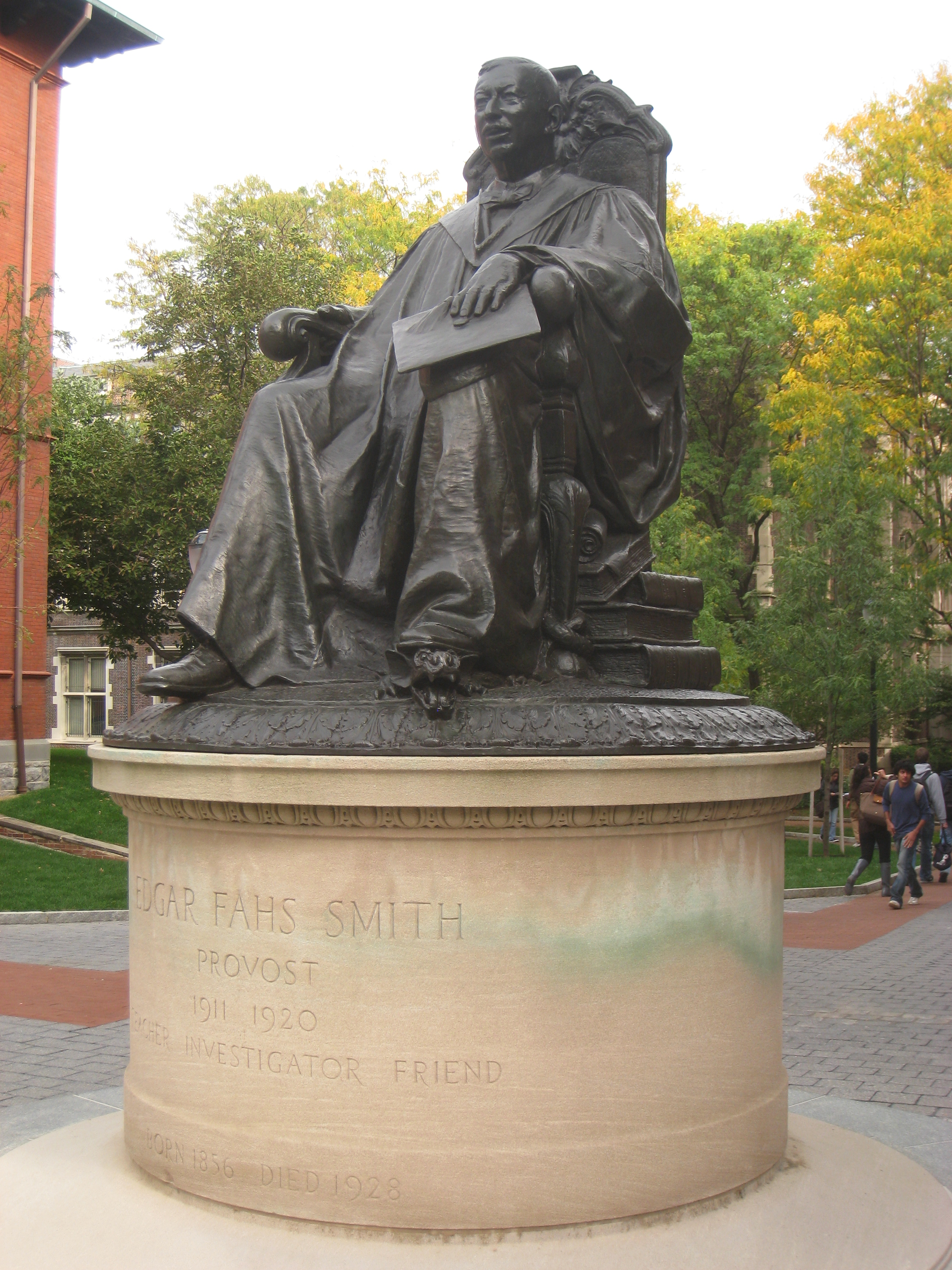
Edgar Fahs Smith (1925–26), Universitatea din Pennsylvania.
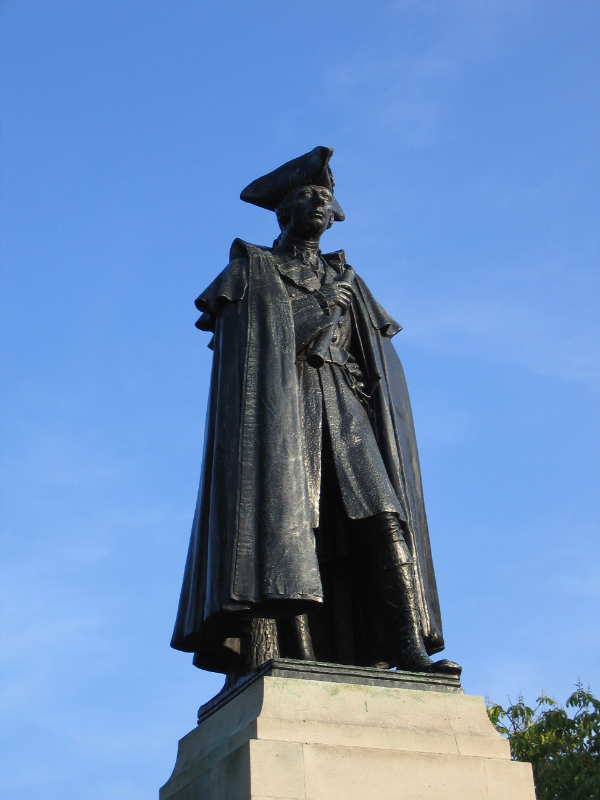
General James Wolfe (1927), Londra, Anglia.
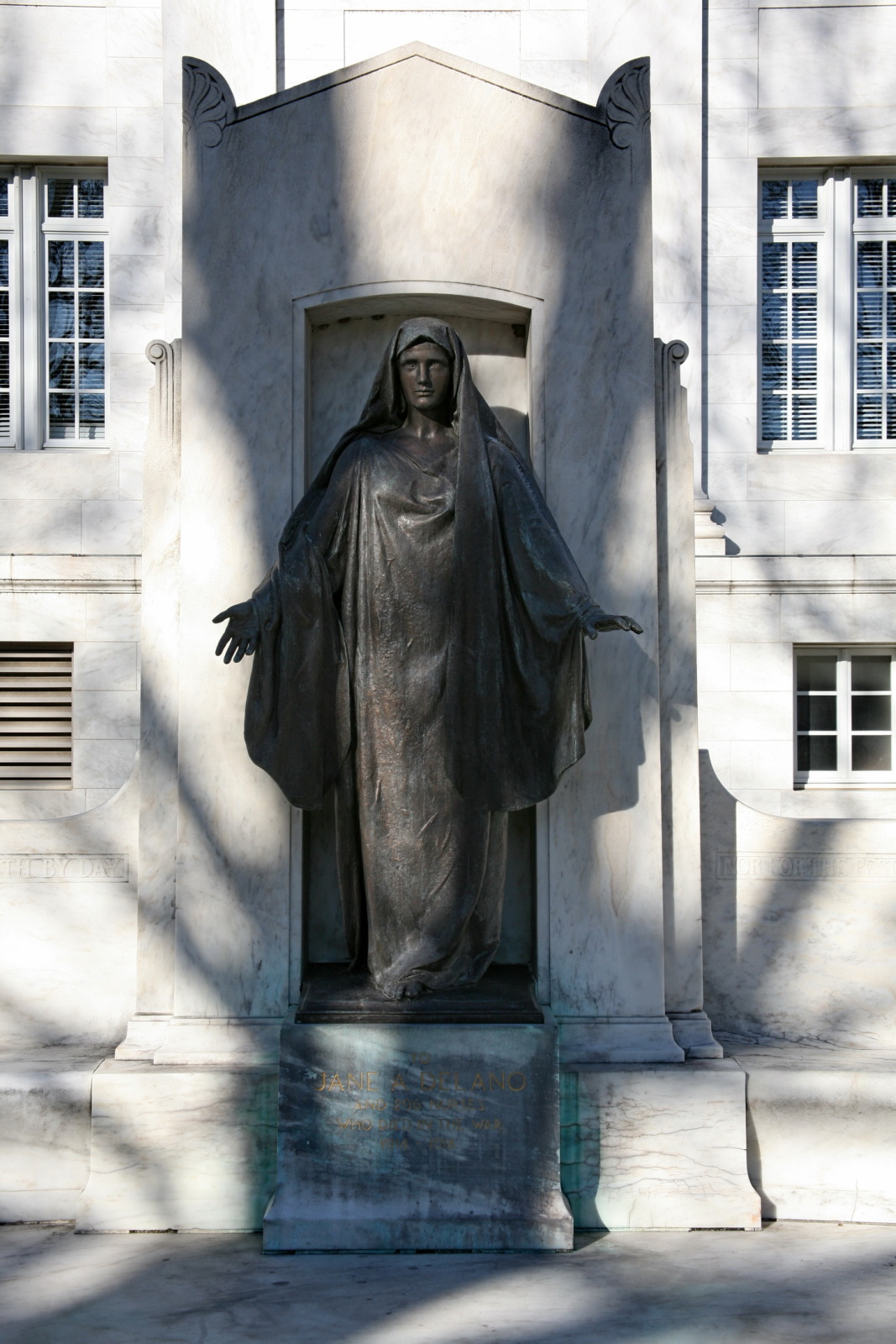
Jane Delano Monument (1933), Washington, D.C.
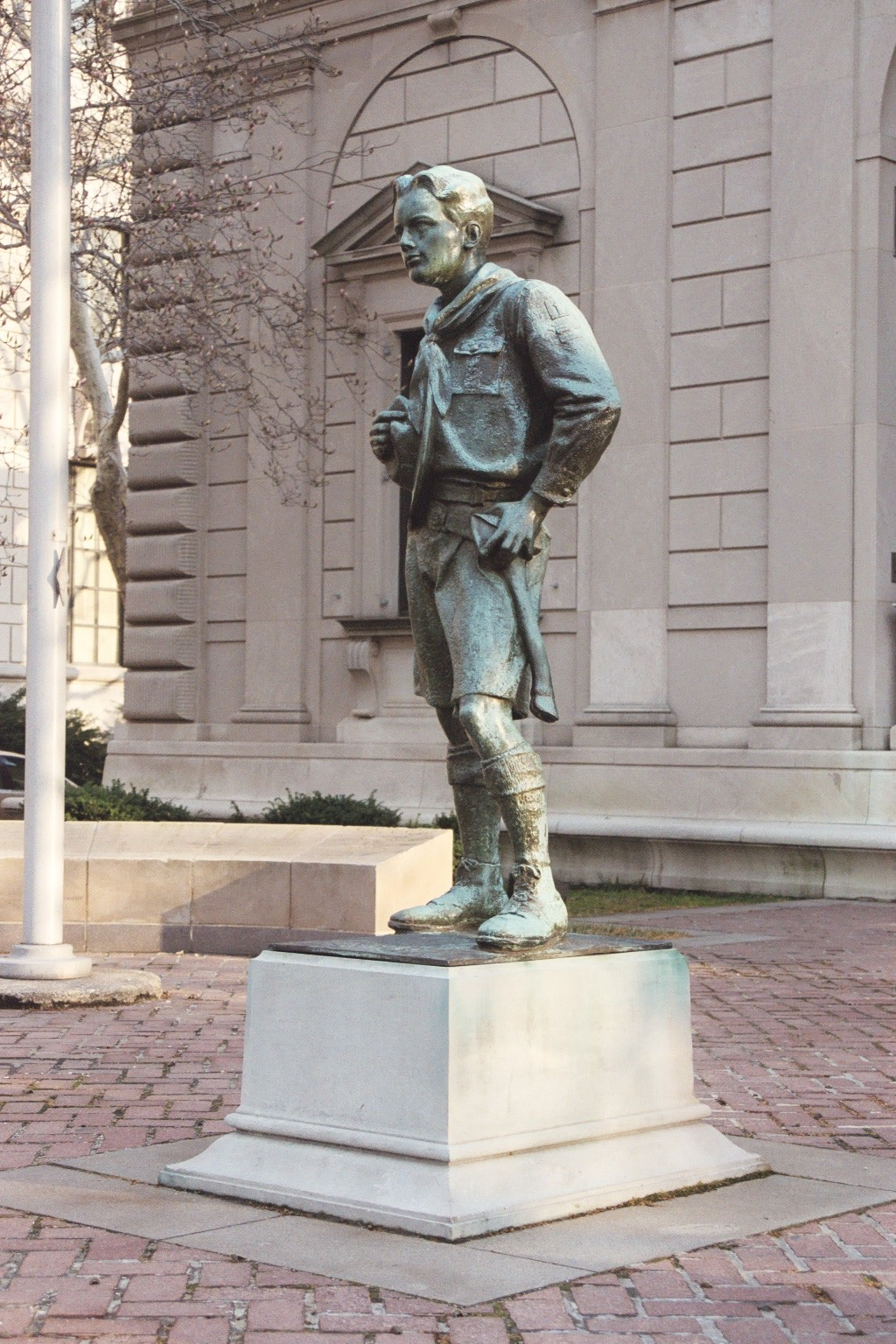
The Ideal Scout (Statuia originală în Philadelphia)
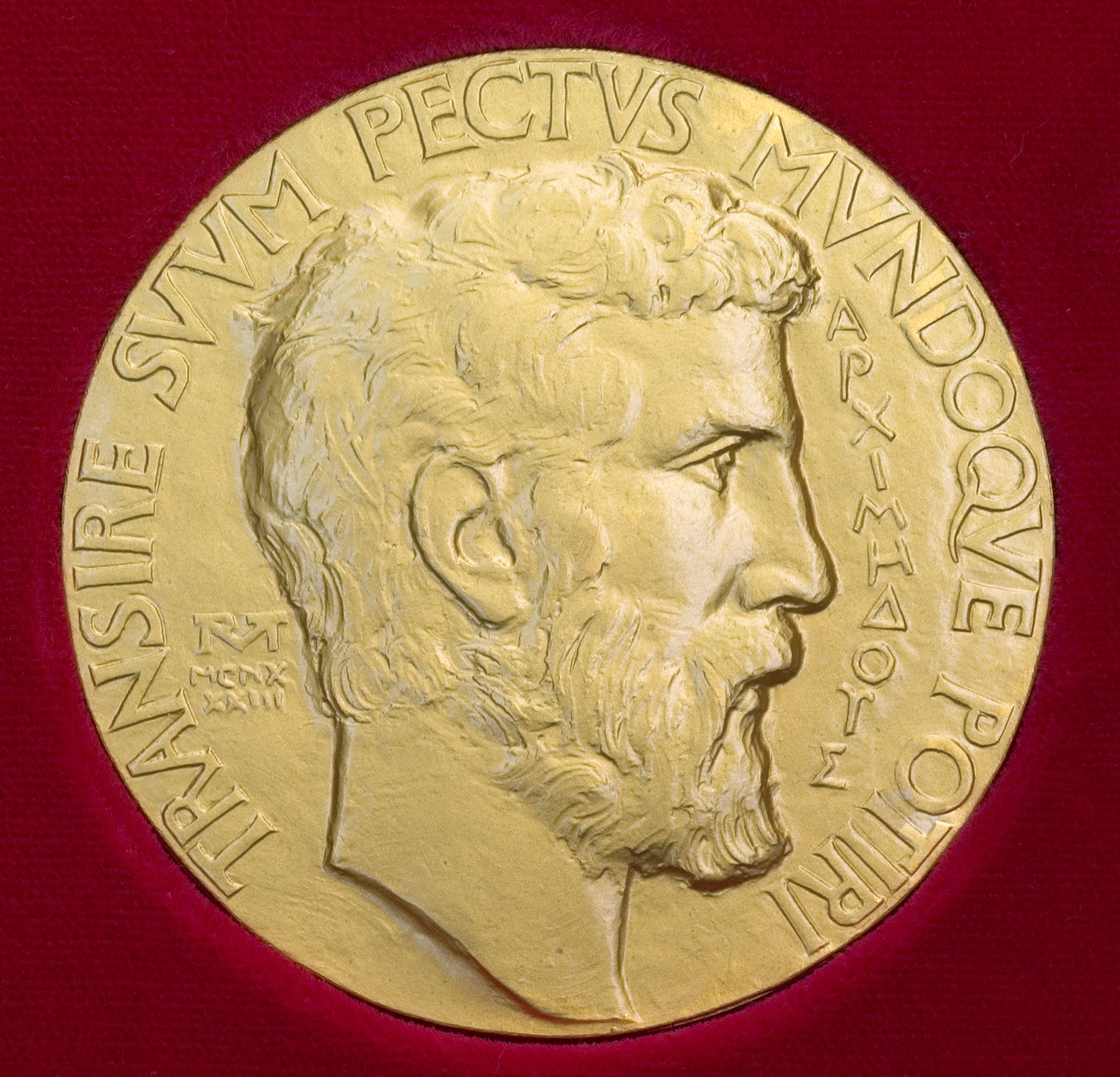
Medalia Fields (avers)
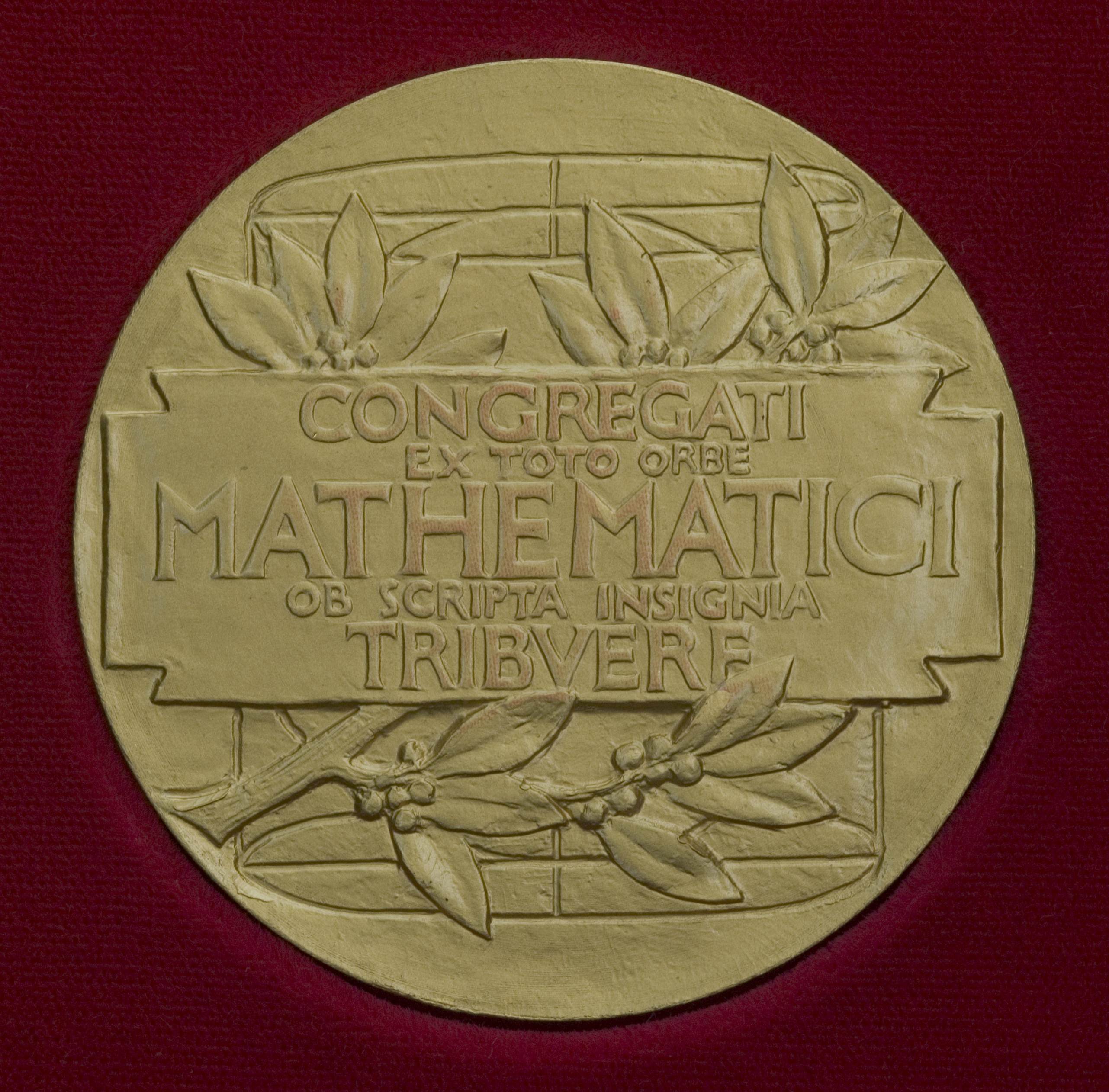
Medalia Fields (revers)